# Хофмайстер, Рамона Терезия
Рамона Терезия Хофмайстер (нем. Ramona Theresia Hofmeister; род. 28 марта 1996 года в Бишофсвизене) — немецкая сноубордистка, выступающая в параллельном гигантском слаломе и параллельном слаломе; бронзовый призёр Олимпийских игр 2018 года; двукратный призёр чемпионатов мира в параллельном слаломе (2019 и 2021); победительница общего зачёта Кубка Мира и обладательница большого Хрустального глобуса сезона 2019/2020.

## Спортивная карьера
Впервые встала на сноуборд 4 года по примеру старших братьев.
В январе 2012 года Рамона Хофмайстер дебютировала на международной арене на этапе Кубка Европы в словацкой Вратне, заняв 21-е место в параллельном гигантском слаломе и 20-е в гигантском слаломе. На этапах Кубка мира Хофмайстер дебютировала 1 февраля 2016 года в Байришцелле (Германия), заняв последнее 44-е место в параллельном гигантском слаломе.
Впервые Рамона Хофмайстер попала на подиум этапа Кубка мира 6 марта 2016 года в Винтерберге, став третьей в параллельном слаломе.
На чемпионате мира по сноуборду среди юниоров 2016 в Рогле Хофмайстер выиграла золото в параллельном слаломе.
В 2017 году на чемпионате мира в Сьерра-Неваде Рамона Хофмайстер стала 4-й в параллельном гигантском слаломе и 6-й в параллельном слаломе.
В 2018 году на Зимних Олимпийских играх в Пхёнчхане завоевала бронзовую медаль в параллельном гигантском слаломе, обыграв в малом финале Алёну Заварзину.
На чемпионате мира 2019 года в США Рамона, сумела завоевать бронзовую медаль в параллельном слаломе. 
В сезоне 2019/2020 Рамона одержала шесть побед на этапах Кубка Мира и выиграла большой Хрустальный глобус в зачёте параллельных дисциплин.
На чемпионате мира 2021 в словенской Рогле немецкая сноубордистка заняла второе место в параллельном слаломе, уступив в большом финале россиянке Софии Надыршиной.

## Спортивные достижения
- Обладательница большого Хрустального глобуса сезона 2019/2020;
- бронзовый призёр зимних Олимпийских игр (2018);
- серебряный призёр чемпионата мира (2021);
- бронзовый призёр чемпионата мира (2019);
- чемпионка мира среди юниоров (2016);
- многократная победительница и призёр этапов Кубка мира.